# Référendum constitutionnel moldave de 1999
Le référendum moldave de 1999 est un référendum ayant eu lieu le 23 mai 1999 en Moldavie. Il vise à mettre en place un régime présidentiel. Il a eu une participation de 58,3 %, le référendum a été approuvé à 64,2 %. Cependant, peu de temps après le parlement a eu la possibilité de faire des changements constitutionnels pour réduire le rôle du président.